# 493
Раннє Середньовіччя. У Східній Римській імперії триває правління Анастасія I. На Апеннінському півострові завершилася війна між остготами Теодоріха Великого й королем Італії Одоакром, розпочалося формування Остготського королівства. У Європі утворилися численні варварські держави, зокрема Іберію та південь Галлії займає Вестготське королівство, Північну Африку захопили вандали, утворивши Африканське королівство, у Тисо-Дунайській низовині утворилося Королівство гепідів. На півночі Галлії салічні франки розширили свої володіння за рахунок римо-галльських територій, у Західній Галлії встановилося Бургундське королівство. Остготи займають Мезію, Македонію і Фракію.
У Південному Китаї править династія Південна Ці, на півночі — Північна Вей. В Індії правління імперії Гуптів. У Японії триває період Ямато. У Персії править династія Сассанідів.
На території лісостепової України Черняхівська культура. Історики VI століття згадують плем'я антів, що мешкало на території сучасної Україниприблизно з IV сторіччя. У Північному Причорномор'ї центр володінь гунів, що підкорили собі інші кочові племена, зокрема сарматів, булгар та аланів.

## Події
- 25 лютого король Італії Одоакр здав Равенну після трирічної облоги остготам Теодоріха Великого.
- Теодоріх Великий розпочав процес перетворення пошматованої Західної Римської імперії в незалежне Остготське королівство.
- 15 березня Одоакр прибув на учту до Теодоріха з нагоди укладення мирної угоди. На очах гостей Теодоріх розрубав Одоакра навпіл.
- Теодоріх Великий одружився з сестрою короля франків Хлодвіга й влаштував шлюби своїх наближених із іншими германськими принцесами, встановлюючи родинні відносини між королівськими родинами Заходу.
- Хлодвіг одружився з бургундською принцесою Клотільдою, вихованою в католицькій вірі.

## Померли
- Одоакр — германський полководець на римський службі і перший правитель Італії неримського походження після 476 р.